# بينوا رولان
بينوا رولان (بالفرنسية: Benoit Rolland)‏ هو صانع آلة موسيقية ‏ فرنسي، ولد في 12 سبتمبر 1954 في باريس في فرنسا.